# Glycydendron espiritosantense
Glycydendron espiritosantense là một loài thực vật có hoa trong họ Đại kích. Loài này được Kuhlm. mô tả khoa học đầu tiên năm 1936.